# Алберт Крашел
Алберт Крашел (англ. Albert Kruschel, 21 жовтня 1889 — 25 березня 1959) — американський велогонщик.
Бронзовий призер Олімпійських Ігор 1912 року в роздільній командній гонці.